# Nughedu San Nicolò
Nughedu San Nicolò (Nughedu in sardo, dove non presenta la forma "San Nicolò", aggiunta posteriormente) è un comune italiano di 722 abitanti della città metropolitana di Sassari in Sardegna.
Nughedu San Nicolò fa parte della comunità montana Monteacuto e della regione agraria 5 (Colline del Logudoro Orientale).

## Origini del nome
La parola nughedu, che dà il nome al paese, in sardo significa "noceto". Infatti sino agli inizi del XX secolo vi erano numerosi alberi di noci che costeggiavano gli orti lungo il rio di Lichitu, nella vallata appena fuori dall'abitato.

## Storia
L'area fu abitata già in epoca nuragica per la presenza nel territorio di un nuraghe. In località Su Soldanu, ai confini con Bonorva e Ittireddu, si trovano le vestigia di un antico popolato.
Nel medioevo appartenne al Giudicato di Torres, e fece parte della curatoria di Nughedu prima e di quella di Monte Acuto poi, quando questa nel XIV secolo assorbì parte della prima.
Alla caduta del giudicato (1259) passò sotto il dominio della famiglia genovese dei Doria e poi di quella toscana dei Malaspina. Dopo alterne vicende, in cui fu governato anche dai giudici di Arborea, intorno al 1350 passò sotto il dominio aragonese. Gli Aragonesi nel 1421 lo cedettero, in qualità di feudo, alla signoria dei Centelles. Nel XVIII secolo fu incorporato nel ducato di Monte Acuto.
Il paese venne riscattato nel 1839 ai Tellez Giron di Alcantara, ultimi feudatari, con la soppressione del sistema feudale.

### Simboli
Nello stemma del comune è rappresentata una torre di rosso in campo d'argento, da cui svetta un albero di noce che ricorda il nome originario Nughedu, dal latino nocetum ("noceto"). Il gonfalone è un drappo partito di bianco e di rosso.

## Monumenti e luoghi d'interesse

### Architetture religiose
- Chiesa di San Sebastiano
- Chiesa parrocchiale di San Nicola

### Siti archeologici
- Domus de janas S’Istria

## Società

### Evoluzione demografica
Abitanti censiti

### Etnie e minoranze straniere
Secondo i dati ISTAT al 31 dicembre 2009 la popolazione straniera residente era di 19 persone.
Le nazionalità maggiormente rappresentate in base alla loro percentuale sul totale della popolazione residente erano:
- Romania 14 1,56%

### Lingua e dialetti
La variante del sardo parlata a Nughedu San Nicolò è quella logudorese settentrionale.

## Amministrazione
| Periodo         | Periodo         | Primo cittadino | Partito                     | Carica  | Note  |
| --------------- | --------------- | --------------- | --------------------------- | ------- | ----- |
| 15 maggio 2011  | 5 giugno 2016   | Dario Fenu      | lista civica "Ramo d'Ulivo" | Sindaco | [ 5 ] |
| 6 giugno 2016   | 11 ottobre 2021 | Michele Carboni | lista civica "Per Nughedu"  | Sindaco | [ 6 ] |
| 11 ottobre 2021 | in carica       | Michele Carboni | "Lista civica per Nughedu"  | Sindaco | [ 7 ] |